# ليلى المراياتي
ليلى المراياتي، دكتورة فلسطينية-أمريكية، ناشطة إسلامية، ترأست سابقاً اللجنة الأمريكية للحرية الدينية في العالم، حيث عينت لمدة سنتين بعد الرئيس بيل كلينتون.

## حياتها
ولدت المراياتي عام 1962 في لوس أنجلوس، والدها الراحل د. صبري الفرا وأصله من غزة أما والدتها فمن ولاية ميزوري.

## التعليم والعمل
حصلت على شهادتها في الطب من جامعة كاليفورنيا (إرفاين)، ثم تدرّبت في طب النسائية والتوليد في جامعة كاليفورنيا في الولايات المتحدة. افتتحت عيادتها الخاصة في طب النسائية والتوليد وأدارتها لمدة 11 عاماً.
حالياً، تعمل أستاذاً مساعداً في طب التوليد والنسائية السريرية في جامعة جنوب كاليفورنيا، في كلية الطب في كيك؛ كما تعمل أيضًا مديرة صحة المرأة في مركز أيسنر لطب الأطفال والأسرة، الواقع في وسط مدينة لوس أنجلوس.
في التسعينيات، كانت المراياتي عضوًا في اللجنة الاستشارية للحرية الدينية في الخارج التابعة لوزارة الخارجية الأمريكية، وكانت عضوًا في الوفد الأمريكي في مؤتمر الأمم المتحدة العالمي الرابع حول المرأة الذي عقد في بكين في الصين جنباً إلى جنب مع السيدة هيلاري رودهام كلينتون عام 1995.
من عام 1999 إلى عام 2001، كانت مرشحة رئاسية للجنة الأمريكية للحرية الدينية الدولية (USCIRF).
بالإضافة إلى ذلك، فقد كانت المتحدثة باسم رابطة المرأة المسلمة، ومقرها في لوس أنجلوس منذ عام 1994. وقد كان عمل رابطة العالم الإسلامي هو تثقيف المسلمين وغير المسلمين على حد سواء حول حقوق المرأة في الإسلام. هي مؤلفة العديد من المقالات وورقات المواقف حول مجموعة من القضايا التي تشمل مواضيع مثل الجنس في الإسلام والعنف ضد المرأة. قادت المراياتي وفدا لتقصي الحقائق إلى كرواتيا خلال حرب البلقان للمساعدة في نشر الوعي بالناجين من البوسنة. وهي لا تزال ناقدًا صريحًا ضد ختان الإناث (المعروف أيضًا باسم ختان الإناث أو تشويه الأعضاء التناسلية الأنثوية) والممارسات الأخرى الضارة بالمرأة.
متزوجة من سلام المراياتي ولها ثلاثة أولاد هم: «مالك المراياتي» و «زيد المراياتي» و «جنان المرياتي». كما عينت خديجة عبد العزيز وفاطمة عبد العزيز. وزوجها هو رئيس مجلس الشؤون العامة الإسلامية [1] الذي شارك في تأسيسه أطباء مؤهلون مصريون من أصل مصري، حسن حتحوت وشقيقه ماهر، وكلاهما تم إصلاحهما داخل المجتمع الأمريكي المسلم. الدكتور ماهر حتحوت هو مؤسس الهوية الأمريكية المسلمة المعروفة للعالم المنزل حيث سيتم تربيتها أحفادي. وهي حالياً رئيسة (KinderUSA)، وهي منظمة غير ربحية في الضفة الغربية وغزة ولبنان.